# Regras de negócio
Regras de Negócio são declarações sobre a forma da empresa fazer negócio. Elas refletem políticas do negócio. As organizações com isto têm políticas para satisfazer os objetivos do negócio, satisfazer clientes, fazer bom uso dos recursos, e obedecer às leis ou convenções gerais do negócio.
Regras do Negócio tornam-se requisitos, ou seja, podem ser implementados em um sistema de software como uma forma de requisitos de software desse sistema. Representam um importante conceito dentro do processo de definição de requisitos para sistemas de informação e devem ser vistas como uma declaração genérica sobre a organização.
As regras de negócio definem como o seu negócio funciona, podem abranger diversos assuntos como suas políticas, interesses, objetivos, compromissos éticos e sociais, obrigações contratuais, decisões estratégicas, leis e regulamentações entre outros.
Diante a isso, a regra de negócio se aplica diretamente ao desenvolvimento de determinada plataforma de software voltada para um sistema de informação. É a regra de negócio que especifica as particularidades das funcionalidades a serem desenvolvidas.
No processo de desenvolvimento de qualquer sistema, a regra de negócio visa detalhar as funcionalidades particulares do software. Com isso, facilita por parte dos programadores a modelagem de dados, o desenvolvimento de métodos de tratamento de exceções, particularidades que o sistema possa executar e o mais importante, limitar ações fora do processo normal de funcionamento de um sistema específico.

## Importância de identificar Regras de Negócio
- As melhores práticas de Engenharia de Software advogam código reusável e modular.
- Separar regras de negócio de projetos específicos é uma forma de adaptar esta regra para a gerência de requisitos.
- Lembre-se que a regra de negócio pode ser empregada em vários projetos (Sistemas de gestão empresarial, sistemas de gestão financeira, sistemas de compras on-line), cada sistema com suas particularidades que requerem regras de negócio distintas voltadas para as funcionalidades específicas de sua rotina.

## Exemplos de Regras de Negócio
- O valor total de um pedido é igual à soma dos totais dos itens do pedido acrescido de 10% de taxa de entrega.
- Um professor só pode lecionar disciplinas para as quais esteja habilitado.
- Um cliente do banco não pode sacar mais de R$ 500,00 por dia de sua conta.
- Senhas devem ter, no mínimo, seis caracteres, entre números, letras e símbolos.
- Para alugar um carro, o proponente deve estar com a carteira de motorista válida.
- O número máximo de alunos por turma é igual a 30.
- Particularidades que o sistema possa executar e o mais importante

## Codificando os Exemplos de Regras de Negócio
- if(valor==soma_totais + 10/100*valor){calculo="CORRETO";}
- if(habilitado=="SIM"){lecionar="OK";}.
- if(dia=="01/10/2015" && saque>=500){sacar_outro ="NAO_PERMITIDO";}
- if(senha.Tamanho>=6 && senha.Contem(ValidarCaractere(senha)){// acesso="permitido";}
- if(carteira=="valida"){alugar="OK";}
- if(alunos =< 30){turma="COMPLETA";}